# Фармер, Билл
Билл Фа́рмер (англ. Bill Farmer; род. 14 ноября 1952, Пратт, Канзас) — американский актёр озвучивания. Официальный голос Гуфи с 1987 года и Плуто с 1990 года.

## Биография
Уильям Фармер родился 14 ноября 1952 года в Пратте, штат Канзас. Окончил Канзасский университет. Работал в жанре стендап, в 1986 году переехал в Голливуд, где стал официальным голосом Гуфи после первого же прослушивания. Дело в том, что Билл с детства любит этого персонажа, просмотрел все мультфильмы с его участием, не исключая чёрно-белые ленты 1930-х годов, прекрасно подражает смеху Гуфи и его непроизносимому gawrsh. Вскоре Фармер также стал официальными голосами Плуто и Горация Хорсколлара. Своим наставником и учителем Фармер считает известного актёра озвучивания Доуза Батлера.
Карьера Фармера началась в 1987 году, когда он снялся в эпизодической роли в фильме «Робот-полицейский». В 2000 году он номинировался на премию «Энни» за озвучивание Гуфи в мультфильме «Гуфи: Экстремальный спорт»; в 2011 — на Дневную премию «Эмми» за его же озвучивание в мультсериале «Клуб Микки Мауса», но в обоих случаях не получил наград. В сентябре 2009 года был признан «Легендой Диснея».
С 1984 года женат на Дженнифер Уинн Фармер.

## Избранная фильмография

### Озвучивание мультфильмов
- 1990 — Принц и нищий / The Prince and the Pauper — Гуфи / Гораций Хорсколлар / второстепенные персонажи
- 1992—1993 — Гуфи и его команда / Goof Troop — Гуфи / второстепенные персонажи (в 76 эпизодах)
- 1993 — Чокнутый / Bonkers — Гуфи (в 3 эпизодах)
- 1995 — Каникулы Гуфи / A Goofy Movie — Гуфи
- 1995 — Сойти с ума / Runaway Brain — Плуто
- 1997 — Геркулес / Hercules — второстепенные персонажи
- 1997 — Каспер: Начало / Casper: A Spirited Beginning — Стинки, привидение
- 1998 — Покахонтас 2: Путешествие в новый мир / Pocahontas II: Journey to a New World — второстепенные персонажи
- 1998 — Каспер встречает Венди / Casper Meets Wendy — Стинки, привидение
- 1999 — Стальной гигант / The Iron Giant — второстепенные персонажи
- 1999 — История игрушек 2 / Toy Story 2 — второстепенные персонажи
- 1999 — Микки: Однажды под Рождество / Mickey’s Once Upon a Christmas — Гуфи / Плуто
- 1999—2001 — Всё о Микки Маусе / Mickey Mouse Works — Гуфи / Плуто / Гораций Хорсколлар (в 29 эпизодах)
- 2000 — Гуфи: Экстремальный спорт[англ.] / An Extremely Goofy Movie — Гуфи
- 2001 — Волшебное Рождество у Микки / Mickey’s Magical Christmas: Snowed in at the House of Mouse — Гуфи / Плуто / Практичный Поросёнок
- 2001 — Дом злодеев. Мышиный дом / Mickey’s House of Villains — Гуфи
- 2001 — Джимми Нейтрон, вундеркинд / Jimmy Neutron: Boy Genius — второстепенные персонажи
- 2001—2002 — Мышиный дом / Disney’s House of Mouse — Гуфи / Плуто / Гораций Хорсколлар / второстепенные персонажи (в 52 эпизодах)
- 2002 — Порко Россо / Porco Rosso — второстепенные персонажи (дубляж на английский язык)
- 2003 — Братец медвежонок / Brother Bear — второстепенные персонажи
- 2004 — Король Лев 3: Хакуна матата / The Lion King 1½ — Гуфи
- 2004 — Не бей копытом / Home on the Range — второстепенные персонажи
- 2004 — Три мушкетёра: Микки, Дональд и Гуфи / Mickey, Donald, Goofy: The Three Musketeers — Гуфи / второстепенные персонажи
- 2004 — Микки: И снова под Рождество / Mickey’s Twice Upon a Christmas — Гуфи
- 2006 — Новые приключения Золушки / Happily N’Ever After — второстепенные персонажи
- 2006 — Ледниковый период 2: Глобальное потепление / Ice Age: The Meltdown — второстепенные персонажи
- 2006 — Тачки / Cars — второстепенные персонажи
- 2006, 2013 — Робоцып / Robot Chicken — Багз Банни / Даффи Дак / прочие персонажи (в 3 эпизодах)
- 2006—2016 — Клуб Микки Мауса / Mickey Mouse Clubhouse — Гуфи / Плуто (в 120 эпизодах)
- 2007 — Как подключить домашний кинотеатр[англ.] / How to Hook Up Your Home Theater — Гуфи
- 2008 — Хортон / Horton Hears a Who! — медведь Вилли / второстепенные персонажи
- 2012 — Лоракс / The Lorax — второстепенные персонажи
- 2013 — Университет монстров / Monsters University — второстепенные персонажи
- 2014—2016 — 7 гномов / The 7D — Умник
- 2015 — Миньоны / Minions — второстепенные персонажи
- 2016 — Тайная жизнь домашних животных / The Secret Life of Pets — второстепенные персонажи
- 2017 — Гадкий я 3 / Despicable Me 3 — второстепенные персонажи

### Озвучивание видеоигр
- 1993 — Sam & Max Hit the Road — Сэм / Физик / прочие персонажи
- 1994 — Quest for Glory: Shadows of Darkness — Леший
- 1995 — Полный газ / Full Throttle — Гораций, продавец Corley Motors / ведущий новостей / пилот Gas Guard
- 1998 — Врата Балдура / Baldur’s Gate — Брунос / Айлентри / Йеслик Оротейр
- 1998 — Королевский квест: Маска Вечности / King’s Quest: Mask of Eternity — король Гриф / торговец
- 2000 — Mickey's Speedway USA[англ.] — Гуфи / Плуто
- 2000 — Врата Балдура 2: Тени Амна / Baldur’s Gate II: Shadows of Amn — Гаррен Уиндспир / Демсон / Дермин
- 2002 — Ty the Tasmanian Tiger[англ.] — Уэджвуд, пират / ящерица с оборками на шее
- 2002 — Королевство сердец / Kingdom Hearts — Гуфи
- 2003 — Истории Симфонии / テイルズ オブ シンフォニア — Дорр / второстепенные персонажи (в англоязычном дубляже)
- 2004 — Ty the Tasmanian Tiger 2: Bush Rescue[англ.] — бородатый попугай / Джоно / Скуивер
- 2004 — EverQuest II — Фен Доминсон / Пелле Шинкикер / Уайсман Олуран / прочие персонажи
- 2005 — Уничтожить всех людей![англ.] / Destroy All Humans! — рассказчик за кадром / сельский житель
- 2005 — Toontown Online[англ.] — Гуфи
- 2005 — Ty the Tasmanian Tiger 3: Night of the Quinkan[англ.] — бородатый попугай
- 2005 — Crash Tag Team Racing — старик / Парк Дронс
- 2005 — Якудза / 龍が如く — Макото Датэ (яп. 伊達真) (в англоязычном дубляже)
- 2005 — Королевство сердец 2 / Kingdom Hearts II — Гуфи / Плуто (в англоязычном дубляже)
- 2006 — Восстание мертвецов / Dead Rising — Клетус Самсон / Флойд Сандерс / Джефф Мейерс / Райан ЛаРоса / второстепенные персонажи
- 2006 — Flushed Away — Штырь
- 2008 — Уничтожить всех людей! Путь Фурона[англ.] / Destroy All Humans! Path of the Furon — Глубокий Пупок
- 2009 — Королевство сердец: 358/2 дней / Kingdom Hearts 358/2 Days — Гуфи
- 2010 — Королевство сердец: Рождение сном / Kingdom Hearts Birth by Sleep — Гуфи / Гораций Хорсколлар / Слипи
- 2010 — Эпический Микки / Epic Mickey — Гуфи / Гораций Хорсколлар
- 2012 — Kingdom Hearts 3D: Dream Drop Distance — Гуфи / Плуто
- 2012 — Эпический Микки 2: Сила двоих / Epic Mickey 2: The Power of Two — Гуфи / Гораций Хорсколлар / Практичный Поросёнок

### Широкий экран
- 1987 — Робот-полицейский / RoboCop — Джастин Баллард-Уоткинс
- 1995 — Теодор Рекс / Theodore Rex — озвучивание второстепенных персонажей
- 1996 — Космический джем / Space Jam — кот Сильвестр / Йоземит Сэм / петух Фогхорн (озвучивание)
- 1999 — В погоне за мечтой[англ.] / Speedway Junky — спортивный комментатор
- 2005 — Сын Маски / Son of the Mask — Отис, собака (озвучивание)